# Basket Zielona Góra 2013-2014
Questa voce raccoglie le informazioni riguardanti il Basket Zielona Góra nelle competizioni ufficiali della stagione 2013-2014.

## Stagione
La stagione 2013-2014 del Basket Zielona Góra è la 18ª nel massimo campionato polacco di pallacanestro, la Polska Liga Koszykówki.

## Roster
Aggiornato al 15 novembre 2022.
| Stelmet Zielona Góra 2013-14 | Stelmet Zielona Góra 2013-14 |
| Giocatori                    | Staff tecnico                |
| ---------------------------- | ---------------------------- |

| N. | Naz.                                     | Ruolo | Nome                | Anno | Alt.   | Peso   |  |
| -- | ---------------------------------------- | ----- | ------------------- | ---- | ------ | ------ |  |
| 5  | Francia (bandiera) · Polonia (bandiera)  | AG    | Aaron Cel           | 1987 | 203 cm | 97 kg  |  |
| 11 | Stati Uniti (bandiera)                   | P     | Erving Walker       | 1990 | 173 cm | 80 kg  |  |
| 11 | Stati Uniti (bandiera)                   | G     | Marcus Ginyard      | 1987 | 196 cm | 92 kg  |  |
| 12 | Australia (bandiera)                     | AG    | David Barlow        | 1983 | 205 cm | 101 kg |  |
| 12 | Polonia (bandiera)                       | G     | Marcel Ponitka      | 1997 | 190 cm | 75 kg  |  |
| 13 | Polonia (bandiera)                       | G     | Kamil Chanas (C)    | 1985 | 188 cm | 90 kg  |  |
| 14 | Polonia (bandiera)                       | C     | Adam Hrycaniuk      | 1984 | 206 cm | 103 kg |  |
| 17 | RD del Congo (bandiera)                  | AP    | Christian Eyenga    | 1989 | 201 cm | 95 kg  |  |
| 18 | Montenegro (bandiera)                    | AC    | Vladimir Dragičević | 1986 | 206 cm | 100 kg |  |
| 20 | Polonia (bandiera)                       | A     | Maciej Kucharek     | 1993 | 203 cm |        |  |
| 21 | Stati Uniti (bandiera)                   | AG    | Craig Brackins      | 1987 | 208 cm | 104 kg |  |
| 22 | Lituania (bandiera) · Polonia (bandiera) | P     | Mantas Česnauskis   | 1981 | 187 cm | 81 kg  |  |
| 31 | Polonia (bandiera)                       | A     | Marcin Sroka        | 1981 | 200 cm | 100 kg |  |
| 32 | Stati Uniti (bandiera)                   | P     | Terrell Stoglin     | 1991 | 185 cm | 84 kg  |  |
| 34 | Stati Uniti (bandiera)                   | C     | R.T. Guinn          | 1981 | 208 cm | 120 kg |  |
| 35 | Polonia (bandiera)                       | G     | Przemysław Zamojski | 1986 | 193 cm | 91 kg  |  |
| 55 | Polonia (bandiera)                       | P     | Łukasz Koszarek     | 1984 | 187 cm | 87 kg  |  |

| Allenatore                                                     |
| - Mihailo Uvalin                                               |
| Assistente/i                                                   |
| - Nessuno Legenda - (C) Capitano - (IN) Inattivo - Infortunato |

## Mercato

### Sessione estiva
| Acquisti | Acquisti            | Acquisti             | Acquisti   | Acquisti |
| R.a      | Nome                | da                   | Modalità   |          |
| -------- | ------------------- | -------------------- | ---------- | -------- |
| P        | Erving Walker       | Veroli Basket        | definitivo |          |
| G        | Marcel Ponitka      | GTK Gdynia           | definitivo |          |
| AG       | Craig Brackins      | L.A. D-Fenders       | definitivo |          |
| C        | Adam Hrycaniuk      | Valencia             | definitivo |          |
| G        | Przemysław Zamojski | Gdynia               | definitivo |          |
| AP       | Christian Eyenga    | Texas Legends        | definitivo |          |
| AC       | Vladimir Dragičević | Sptk. S. Pietroburgo | definitivo |          |
| AG       | Aaron Cel           | Turów Zgorzelec      | definitivo |          |
| A        | Maciej Kucharek     | Gdynia               | definitivo |          |
| C        | R.T. Guinn          | Panathīnaïkos        | definitivo |          |
| AG       | David Barlow        | Murcia               | definitivo |          |

| Cessioni | Cessioni        | Cessioni       | Cessioni       | Cessioni |
| R.       | Nome            | a              | Modalità       |          |
| -------- | --------------- | -------------- | -------------- | -------- |
| AG       | Oliver Stević   | Gaziantep BŞB  | fine contratto |          |
| P        | Walter Hodge    | Saski Baskonia | fine contratto |          |
| AP       | Quinton Hosley  | Virtus Roma    | fine contratto |          |
| C        | Dejan Borovnjak | Gaziantep BŞB  | fine contratto |          |
| AP       | Łukasz Seweryn  | Gdynia         | fine contratto |          |
| C        | Miloš Lopičić   | Prievidza      | rescissione    |          |
| AG       | Zbigniew Białek | AZS Koszalin   | fine contratto |          |
| P        | Filip Matczak   | Gdynia         | fine contratto |          |

### Dopo l'inizio della stagione
| Acquisti | Acquisti        | Acquisti        | Acquisti      | Acquisti   |
| R.       | Nome            | da              | Data          | Modalità   |
| -------- | --------------- | --------------- | ------------- | ---------- |
| P        | Terrell Stoglin | Azov. Mariupol' | 5 marzo 2014  | definitivo |
| G        | Marcus Ginyard  | Free agent      | 28 marzo 2014 | definitivo |

| Cessioni | Cessioni        | Cessioni       | Cessioni        | Cessioni    |
| R.       | Nome            | a              | Data            | Modalità    |
| -------- | --------------- | -------------- | --------------- | ----------- |
| C        | R.T. Guinn      | Maccabi Ashdod | 3 dicembre 2013 | rescissione |
| AG       | David Barlow    | Free agent     | 14 gennaio 2014 | rescissione |
| P        | Erving Walker   | Élan Chalon    | 28 gennaio 2014 | rescissione |
| P        | Terrell Stoglin | Pall. Varese   | 4 aprile 2014   | rescissione |